# Het Zomert Met ...
Het Zomert Met ... was een talkshow van productiehuis De Filistijnen die in de zomer van 2018 uitgezonden werd op Eén.  Het programma werd gepresenteerd door Bruno Wyndaele.

## Concept
In elke aflevering ontvangt Bruno Wyndaele één praatgast voor een goed gesprek over de zomers van vroeger en nu.  Ze halen daarbij niet alleen jeugdherinneringen op aan de hand van nostalgische archiefbeelden, maar blikken ook vooruit naar het nieuwe jaar. Elke praatgast mag ook een speciale gast uitnodigen.
Elke week wordt het programma uitgezonden vanop een andere idyllische locatie in Vlaanderen: Kasteel Wissekerke in Bazel, de Plantentuin in Meise en de Abdij van Vlierbeek in Kessel-Lo.
De muzikale omlijsting wordt verzorgd door een liveband met onder meer Isolde Lasoen en Patrick Riguelle. Zij brengen hun eigen versie van het favoriete nummer van elke praatgast.

## Afleveringen
| Afl. | Uitzenddatum     | Praatgast         | Kijkcijfers (live) |
| ---- | ---------------- | ----------------- | ------------------ |
| 1    | 13 augustus 2018 | Bart Peeters      | 522.561            |
| 2    | 14 augustus 2018 | Karen Damen       | 464.751            |
| 3    | 15 augustus 2018 | Dina Tersago      | 398.238            |
| 4    | 16 augustus 2018 | Martin Heylen     | 467.783            |
| 5    | 20 augustus 2018 | Tine Embrechts    | 402.677            |
| 6    | 21 augustus 2018 | Jani Kazaltzis    | 440.100            |
| 7    | 22 augustus 2018 | Fatma Taspinar    | 472.386            |
| 8    | 23 augustus 2018 | Imke Courtois     | 589.016            |
| 9    | 27 augustus 2018 | Alex Agnew        | 497.754            |
| 10   | 28 augustus 2018 | Leen Dendievel    | 600.908            |
| 11   | 29 augustus 2018 | Lieve Blancquaert | 525.893            |
| 12   | 30 augustus 2018 | Dieter Coppens    | 510.226            |